# Sally Barsosio
Sally Barsosio (Distrito de Keiyo, 21 de março de 1978) é uma atleta queniana, campeã mundial dos 10 000 metros.
Em 1993, com 14 anos e 153 dias de idade, ela ganhou uma medalha de bronze no Campeonato Mundial de Atletismo realizado em Stuttgart, Alemanha, o que fez dela a mais jovem pessoa a ganhar uma medalha no Campeonato Mundial de Atletismo. Quatro anos depois, no Mundial de Atenas 1997, ela ganhou a medalha de ouro, também se tornando a pessoa mais jovem a ser campeão mundial de atletismo adulto. 